# 공포의 이중인간
"공포의 이중인간"은 1975년에 개봉한 대한민국의 영화이다.

## 캐스팅
- 이예춘
- 김옥진
- 진봉진
- 이덕화